# Constellation-díj
A Constellation-díj egy évente kiosztott kanadai science-fiction díj, melyet a science-fiction filmek és televíziós műsorok legjobbjai kaphatnak meg. A díjjal 2007 óta ünneplik és tüntetik ki a kanadai színészeket, írókat és technikusokat napjaink legjobb science-fiction filmjeiért és televíziós munkáiért. Ez a díj az egyetlen olyan kanadai science-fiction díj, melynél maga a közönség választja a jelölteket és nyerteseket minden kategóriában.

## Kategóriák
- Legjobb férfi előadó science-fiction televíziós epizódban
- Legjobb női előadó science-fiction televíziós epizódban
- Legjobb science-fiction televíziós sorozat
- Legjobb férfi előadó science-fiction filmben, TV műsorban vagy minisorozatban
- Legjobb női előadó science-fiction filmben, TV műsorban vagy minisorozatban
- Legjobb science-fiction film, TV műsor vagy minisorozat
- Legjobb technikusi munka science-fiction filmben vagy TV műsorban
- Legjobb science-fiction film vagy TV műsor forgatókönyv
- Kiemelkedő kanadai hozzájárulás science-fiction filmhez vagy TV műsorhoz

## Díjazottak
|                                                                               | 2007                                  | 2008                                        | 2009                                         | 2010                                           | 2011                                                          | 2012                                      | 2013                                                             |
| ----------------------------------------------------------------------------- | ------------------------------------- | ------------------------------------------- | -------------------------------------------- | ---------------------------------------------- | ------------------------------------------------------------- | ----------------------------------------- | ---------------------------------------------------------------- |
| Legjobb férfi előadó science-fiction televíziós epizódban                     | David Tennant Ki vagy, Doki?          | David Tennant Ki vagy, Doki?                | Michael Hogan Csillagközi romboló            | David Tennant Ki vagy, Doki?                   | Adam Baldwin Chuck                                            | Robin Dunne Sanctuary – Génrejtek - Fugue | Niall Matter Primeval: New World - Truth                         |
| Legjobb női előadó science-fiction televíziós epizódban                       | Claudia Black Csillagkapu             | Carey Mulligan Ki vagy, Doki?               | Catherine Tate Ki vagy, Doki?                | Lena Headey Terminátor – Sarah Connor krónikái | Anna Torv A rejtély                                           | Ming-Na Stargate Universe - Epilogue      | Rachel Nichols Continuum (televíziós sorozat) - A Stitch in Time |
| Legjobb science-fiction televíziós sorozat                                    | Ki vagy, Doki?                        | Ki vagy, Doki?                              | Ki vagy, Doki?                               | Odaát                                          | Stargate Universe                                             | Stargate Universe                         | Continuum (televíziós sorozat)                                   |
| Legjobb férfi előadó science-fiction filmben, TV műsorban vagy minisorozatban | Hugo Weaving V mint vérbosszú         | Will Smith Legenda vagyok                   | Robert Downey Jr. A Vasember                 | Karl Urban Star Trek                           | Johnny Depp Alice Csodaországban                              | Andy Serkis A majmok bolygója: Lázadás    | Mark Ruffalo The Avengers                                        |
| Legjobb női előadó science-fiction filmben, TV műsorban vagy minisorozatban   | Natalie Portman V mint vérbosszú      | Emma Watson Harry Potter és a Főnix Rendje  | Claudia Black Csillagkapu: Continuum         | Zoë Saldana Avatar                             | Chloe Grace Moretz HA/VER                                     | Olivia Wilde Cowboyok és űrlények         | Sarah Silverman Wreck-It Ralph                                   |
| Legjobb science-fiction film, TV műsor vagy minisorozat                       | Pan's Labyrinth                       | Transformers                                | WALL·E                                       | Star Trek                                      | Eredet                                                        | A majmok bolygója: Lázadás                | Looper                                                           |
| Legjobb technikusi munka science-fiction filmben vagy TV műsorban             | Csillagközi romboló vizuális effektek | Transformers átalakulási effektek           | WALL·E animációk                             | Avatar Weta Digital vizuális effektjei         | Ki vagy, Doki? zene                                           | Joel Goldsmith Stargate Universe zene     | Frank Griebe és John Toll Cloud Atlas                            |
| Legjobb science-fiction film vagy TV műsor forgatókönyv                       | Csillagkapu epizód 200                | Odaát epizód What is & what should never be | Ki vagy, Doki? epizód Silence in the library | FlashForward – A jövő emlékei                  | Eredet                                                        | Stargate Universe epizód Twin Destinies   | Continuum (televíziós sorozat) A Stitch in Time                  |
| Kiemelkedő kanadai hozzájárulás science-fiction filmhez vagy TV műsorhoz      | Ki vagy, Doki?                        | Tanya Huff Blood ties                       | Csillagkapu franchise                        | Bruce Greenwood                                | Teddy Wilson és Ajay Fry az InnerSPACE sci-fi show házigazdái | Stargate Universe                         | Judith & Garfield Reeves-Stevens Primeval: New World             |

## Külső hivatkozások
- A Constellation-díj weboldala Archiválva 2012. május 24-i dátummal a Wayback Machine-ben